# Charlene Choi
Charlene Choi Tsoek-Jin, conocida como Charlene Choi (Vancouver, 22 de noviembre de 1982), es una cantante y actriz hongkonesa, es principalmente conocido por haber formado parte del dúo cantopop Twins.

## Biografía
Choi nació en Vancouver, Canadá, pocos años después de su nacimiento, la familia se mudó a Hong Kong. 
Charlene habla con fluidez cantonés, mandarín e inglés. 
Se graduó en la escuela de Rosaryhill.
En 2006 se casó con el cantante y actor hongkonés Ronald Cheng, pero el matrimonio terminó en 2010.
En 2010 comenzó a salir con William Chan, sin embargo la relación terminó el 20 de septiembre de 2015.

## Carrera
Es principalmente conocido por haber formado parte del dúo cantopop Twins junto a Gillian Chung.

## Filmografía

### Cine
- 2012 - My Sassy Hubby
- 2011 - The Sorcerer and the White Snake
- 2011 - Treasure Inn
- 2010 - The Jade and the Pearl
- 2010 - Triple Tap
- 2010 - Beauty on Duty
- 2010 - Hot_Summer_Days
- 2009 - All's Well, Ends Well 2009 ....Cameo
- 2008 - Kung Fu Dunk ....	Lily
- 2007 - Twins Mission ....Jade
- 2006 - Rob-B-Hood ....Cameo
- 2005 - Bug Me Not! ....Cameo
- 2004 - New Police Story ....SaSa
- 2003 - The Twins Effect ....	Spring
- 2002 - Summer Breeze of Love ....Choi Ki
- 2001 - Heroes in Love ....Charlene
- 2000 - What Is a Good Teacher ....Cameo

### Doblaje
- Chicken Little ....Abby Mallard (voz en cantonés)

### Programas de variedades
| Año        | Programa     | Notas                                       |
| ---------- | ------------ | ------------------------------------------- |
| 2017       | Keep Running | 2 episodios (#5.03 y # 5.04) - invitada     |
| 2016, 2017 | Ace vs Ace   | 3 episodios (#1.05, 1.06 y 2.04) - invitada |
| 2016       | Happy Camp   | 2 episodios - invitada                      |

## Discografía
- Make a Wish (2008)
- Two Without One (2009)
- Another Me (2009)